# Denudation
Als Denudation (von lateinisch denudare „entblößen“, nudus „nackt“) wird in der Geologie eine flächenhaft wirkende Abtragung der Landfläche bezeichnet. Die Denudationsprozesse tragen den Regolith bis zur Entblößung des darunter liegenden Gesteins ab, sofern sie nicht kompensiert werden. Vielfach werden Erosion und Denudation im Begriff Erosion zusammengefasst.
Der Begriff wird auch in anderen Wissenschaften, zum Beispiel Medizin und Psychologie, im Sinne von „Entblößung“ verwendet.

## Denudation in der Geologie

### Transportmedien
Die Prozesse der Denudation lassen sich nach dem Transportmedium untergliedern:
- kein Medium (Sturz, schwerkraftbedingt) – Bergsturz
- unkonzentriertes Wasser (Spülen) – Küstenerosion
- Porenwasser, Eis, Schnee (Fließen, fluvial) - Solifluktion
- anderes Gleitmittel, z. B. Ton im Flysch, Salz
- Lösungswirkung (Karst) – Karstdenudation
- Frostwirkung (periglazial) – Solifluktion
- Gletscher (glazial) – Glazialerosion
- Wind (äolisch) – Winderosion.

### Typen
- Sturzdenudation tritt vor allem an steilen Felswänden auf. Gelockerte Partikel stürzen den Hang herab und bilden eine Sturz- bzw. Schutthalde. Dabei sortieren sich die Teilchen nach ihren Korngrößen: größere Partikel fliegen oder rollen weiter als kleine.
Ein Sonderfall sind Bergstürze: durch Erdbeben, Frostsprengung oder Durchfeuchtung kommt es zum Abstürzen kompletter Bergflanken, was bisweilen auch bestehende Talschultern versteilen kann.
- Versatzdenudation: Durch Wasseraufnahme quellfähiger Tonminerale oder Gefrieren von Bodenwasser dehnt sich das Material aus; bei Wasserabgabe oder Auftauen des Bodenwassers zieht sich das Bodenmaterial wieder zusammen. Weil sich die Bodenoberfläche wiederholt hebt und senkt, werden die Bodenpartikel hangabwärts versetzt – siehe auch Rutschhang.
- Denudation durch Rutschen oder Gleiten: Material bewegt sich als kompakte Einheit auf einer Gleitfläche hangabwärts (bevorzugt auf wasserundurchlässigen Tonen). Sonderformen solcher Gleitvorgänge auf Steilhängen sind Lawinen, manche Muren und die Entstehung von Plaiken (Abrutschen der Grasnarbe).
- Fließungen: Wenn feinerdereiches Material vollständig (und nicht nur oberhalb der Gleitfläche) wassergesättigt ist, kommt es an Hängen zu Fließungen. Bei Muren fließt wassergesättigter Schutt breiartig hangabwärts.

Denudation dient auch als Sammelbegriff für die Gesamtwirkung aller „flächenhaften Hangabtragprozesse“.

### Denudationsmeter
Die zur Abtragung einer 1 Meter mächtigen Landoberfläche nötige Zeitspanne wird als Denudationsmeter bezeichnet. Der Wert für Mitteleuropa liegt bei durchschnittlich ca. 20.000 Jahren.

## Denudation in Medizin, Zahnmedizin und Psychologie
- In der Medizin wird etwa die Zerstörung des Myelins an den Nervenfasern (Demyelinisation) bei Multipler Sklerose gelegentlich als Denudation bezeichnet. Auch spricht man zum Beispiel von der Denudation der Epidermis. - Die Denudation ist einfach die Bloslegung (sic!).[2]
- Die Denudation ist der Verlust des Epithels der Schleimhaut als Strahlenschaden.[3]
- Als Denudierung oder Denudation bezeichnet man das Freimachen oder Entfernen zum Beispiel einer Gewebeschicht. Unter einer Denudierung des unteren Ösophagus verstand man die operative Entfernung der Vagusäste in diesem Bereich.[4]
- Als Denudierung bezeichnet man in der Chirurgie das schonende Freipräparieren anatomischer Strukturen während einer Operation zum Erhalt der Blutversorgung und der Innervation.[5]
- In der Zahnmedizin versteht man unter einer Denudation das Ablösen des Zahnfleischs vom Zahn, etwa als Folge von Parodontitis. Die Denudatio radicis (lateinisch: Entblößung der Wurzel) ist die Zahnhalsentblößung durch Zurücktreten des Zahnfleisches.[6][7]
- Auch in den Verhaltenswissenschaften und der Psychologie spricht man von Denudation und denudieren, wenn es um Entblößen und Entkleiden geht, sowohl im wörtlichen wie auch im übertragenen Sinne.[8]